# Hot Stuff (singel Donny Summer)
Hot Stuff – utwór muzyczny wykonywany przez amerykańską piosenkarkę Donnę Summer, wydany na singlu w 1979 roku.
Utwór napisali Pete Bellotte, Harold Faltermeyer i Keith Forsey, a wyprodukowali Giorgio Moroder i Pete Bellotte. Piosenka była połączeniem popularnego wówczas brzmienia disco z elementami rocka. Nagranie zostało wydane jako pierwszy singel z albumu Bad Girls i okazało się jednym z największych przebojów piosenkarki, docierając do szczytów list przebojów m.in. w Stanach Zjednoczonych, Kanadzie i Australii. Na początku 1980 roku „Hot Stuff” zdobyło nagrodę Grammy w kategorii Best Female Rock Vocal Performance. W 2004 roku utwór został sklasyfikowany na 103. miejscu listy 500 utworów wszech czasów magazynu Rolling Stone, a w 2008 magazyn Billboard uplasował nagranie na 67. miejscu swojej listy 100 najlepszych piosenek wszech czasów.

## Lista ścieżek
- Singel 7"

A. „Hot Stuff” – 3:47
B. „Journey to the Centre of Your Heart” – 3:49
- Singel 12"

A. „Hot Stuff” – 6:45
B. „Journey to the Centre of Your Heart” – 4:37

## Notowania
| Kraj                              | Pozycja | Certyfikat      |
| --------------------------------- | ------- | --------------- |
| Australia                         | 1       |                 |
| Austria                           | 3       |                 |
| Belgia (Ultratop Flandria)        | 8       |                 |
| Hiszpania                         | 14      |                 |
| Holandia (MegaCharts)             | 21      |                 |
| Irlandia                          | 14      |                 |
| Kanada                            | 1       | platynowa płyta |
| Niemcy (Media Control)            | 5       |                 |
| Norwegia (VG-lista)               | 2       |                 |
| Nowa Zelandia                     | 7       |                 |
| Stany Zjednoczone (Billboard 200) | 1       | platynowa płyta |
| Szwajcaria                        | 1       |                 |
| Szwecja (Sverigetopplistan)       | 2       |                 |
| Wielka Brytania (UK Albums Chart) | 11      | srebrna płyta   |

## Covery
- Zespół The Pussycat Dolls wplótł fragmenty utworu do swojej piosenki „Hot Stuff (I Want You Back)” na płycie PCD (2005).
- Holenderska piosenkarka EliZe wydała w 2008 roku cover piosenki, który dotarł do 11. miejsca listy przebojów w Holandii[21].
- Polska grupa Acid Drinkers stworzyła własną wersję utworu, która znalazła się na tribute-albumie Fishdick Zwei – The Dick Is Rising Again (2010).
- DJ Kygo wydał remiks piosenki w 2020 roku, który spotkał się ze średnim sukcesem na listach przebojów[22].